# Wzgórze Mickiewicza

Lage des Stadtbezirks Wzgórze Mickiewicza in Danzig

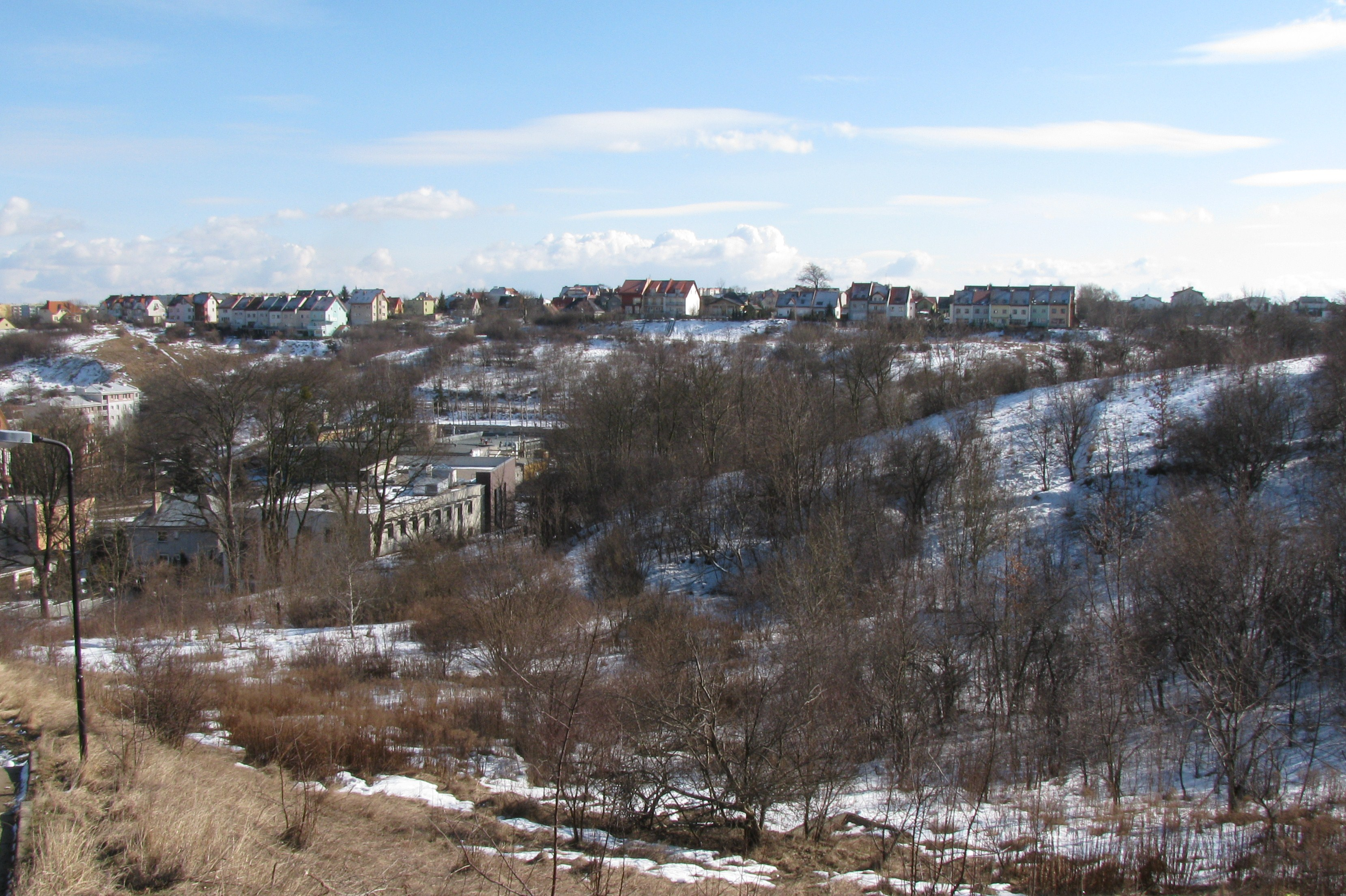
Blick auf den Stadtbezirk

Wzgórze Mickiewicza (übersetzt Mickiewicz-Hügel; kaschubisch Nowé Ùjescëskò; deutsch Neuwonneberg) ist der kleinste Stadtbezirk von Gdańsk (Danzig) in Polen, dieser umfasst eine Fläche von 0,53 km² und zählt 2570 Einwohner mit einer Bevölkerungsdichte von 4870 Einwohnern/km². Das Gebiet kam 1954 administrativ zur Stadt Danzig.

## Geographie
Der Bezirk liegt im Westen des Stadtzentrums und grenzt an die Bezirke Siedlce, Ujeścisko-Łostowice und Chełm. Er besteht aus 800 Einfamilien-, Doppel- und Reihenhäusern. Nur ein kleiner Teil der Fläche blieb unbebaut.

## Geschichte
Neuwonneberg entstand zwischen den Weltkriegen als Siedlung. Nach dem Krieg wurde die Siedlung erweitert und modernisiert. In den 1980er Jahren entstanden eine Vielzahl weiterer Bauten. Die Straßennamen stammen aus Figuren in den Werken von Adam Mickiewicz.